# Justicia squarrosa
Justicia squarrosa är en akantusväxtart som beskrevs av August Heinrich Rudolf Grisebach. Justicia squarrosa ingår i släktet Justicia och familjen akantusväxter. Inga underarter finns listade i Catalogue of Life.